# Czogje Triczen Rinpocze
Czogje Triczen Rinpocze (ur. 1920, zm. 2007) – wielki mistrz buddyzmu tybetańskiego, zwierzchnik tradycji tsharpa - jednej z trzech głównych szkół tradycji sakja buddyzmu tybetańskiego.
Czogje Triczen Rinpocze został rozpoznany jako 18. inkarnacja w linii Czogje Triczen. Po udaniu się na emigrację z Tybetu Rinpocze zbudował dwa klasztory - w Lumbini i w Katmandu. Następnie spędził wiele lat na medytacyjnym odosobnieniu.
Rinpocze jest uważany za „mistrza mistrzów”. Jest nauczycielem większości przywódców szkół buddyjskich w Tybecie. Jego uczniami byli m.in. XIV Dalajlama, Sakja Trizin i Dudziom Rinpocze. Jest dzierżawcą wszystkich sześciu linii przekazu tantry Kalaczakry. Przez ostatnich 15 lat życia Rinpocze cyklicznie prowadził odosobnienia medytacyjne dla starszych mnichów linii sakja. Uważany powszechnie za jednego z najznamienitszych mistrzów medytacji XX wieku.